# 野村秋足
野村 秋足（のむら あきたり、1819年 - 1902年）は、国学者・教育者。

## 概要
尾張藩士大橋家に生まれるが、同じく尾張藩士野村秀周の養子となる。儒学を明倫堂、国学を鈴木朖に学ぶ。明治元年には明倫堂国学教授となり、国立愛知師範学校や岐阜県師範学校の教員を歴任する。愛知師範学校時代には、同校校長であった伊沢修二に同県の童歌の調査を命じられた際、『ちょうちょう』の原型となる童歌を採集したとされる。